# Celebrity (album)
Celebrity è il quinto ed ultimo album della boy band statunitense NSYNC, pubblicato il 24 luglio 2001.
L'album ha ottenuto cinque volte il disco di platino negli Stati Uniti ed è diventato il terzo album a vendere oltre 10 milioni di copie nel mondo.

## Accoglienza
| Recensione           | Giudizio |
| -------------------- | -------- |
| Entertainment Weekly | B        |
| NME                  |          |
| Rolling Stone        |          |

Celebrity ha ottenuto recensioni generalmente positive da parte dei critici musicali. Su Metacritic, sito che assegna un punteggio normalizzato su 100 in base a critiche selezionate, l'album ha ottenuto un punteggio medio di 65 basato su undici recensioni.

## Tracce
1. Pop – 3:59 (BT, Justin Timberlake, Wade Robson)
2. Celebrity – 3:18 (J. Valentine, Wade Robson, Justin Timberlake)
3. The Game Is Over – 3:28 (JC Chasez, Bradley Daymond, Alex Greggs)
4. Girlfriend – 4:15 (Chad Hugo, Justin Timberlake, Pharrell Williams)
5. The Two of Us – 3:52 (JC Chasez, Bradley Daymond, Alex Greggs)
6. Gone – 4:54 (Justin Timberlake)
7. Tell Me, Tell Me...Baby – 3:39 (Max Martin, Rami Yacoub)
8. Up Against the Wall – 3:27 (JC Chasez, Bradley Daymond, Alex Greggs)
9. See Right Through You – 2:55 (Larry Campbell, Wade Robson, Justin Timberlake)
10. Selfish – 4:21 (JC Chasez, Veit Renn, Jolyon Skinner)
11. Just Don't Tell Me That – 3:04 (Andreas Carlsson, Kristian Lundin, Jake Schulze)
12. Something Like You – 4:15 (Justin Timberlake, Robin Wiley)
13. Do Your Thing – 4:21 (James Moss)

Tracce aggiunte nella versione internazionale
1. That Girl (Will Never Be Mine) – 3:25 (Andreas Carlsson, Kristian Lundin, Jake Schulze)
2. Falling – 3:48 (Chris Kirkpatrick, Bryan Poppin, Gary Brown, Ira Schickman)
3. Do Your Thing – 4:19 (James Moss)

## Classifiche

### Classifiche settimanali
| Classifica (2001) | Posizione massima |
| ----------------- | ----------------- |
| Australia         | 10                |
| Austria           | 24                |
| Belgio (Fiandre)  | 31                |
| Belgio (Vallonia) | 47                |
| Canada            | 1                 |
| Danimarca         | 7                 |
| Germania          | 5                 |
| Irlanda           | 25                |
| Norvegia          | 16                |
| Nuova Zelanda     | 10                |
| Paesi Bassi       | 42                |
| Regno Unito       | 12                |
| Stati Uniti       | 1                 |
| Svezia            | 27                |
| Svizzera          | 14                |
| Ungheria          | 25                |

### Classifiche di fine anno
| Classifica (2001) | Posizione |
| ----------------- | --------- |
| Stati Uniti       | 9         |
| Classifica (2002) | Posizione |
| Stati Uniti       | 54        |